# Ronald Harwood
Ronald Harwood, właśc. Ronald Horwitz (ur. 9 listopada 1934 w Kapsztadzie, zm. 8 września 2020 w Sussex) – brytyjski dramaturg, powieściopisarz i scenarzysta filmowy pochodzenia żydowskiego, który dzieciństwo i wczesną młodość spędził w Związku Południowej Afryki.

## Życiorys
Od 1951 mieszkał w Londynie, tam też zmienił nazwisko na „Harwood”. Odbył staż w Royal Academy of Dramatic Art, a następnie zatrudnił się w Shakespeare Company jako maszynista teatralny. W latach 1953–1958 pełnił funkcję garderobianego sir Donalda Wolfita. Relacje z nim wykorzystał w napisanej w 1980 sztuce Garderobiany (The Dresser). Jako pisarz zadebiutował w 1960 sztuką Wiejskie sprawy (Country Matters).
W 2003 zdobył Nagrodę Akademii Filmowej (Oscara) za najlepszy scenariusz adaptowany do filmu Pianista (2002) Romana Polańskiego.

## Wybrana twórczość

### Powieści
- All the Same Shadows (1961)
- George Washington September Sir! (1961)
- The Guilt Merchants (1963)
- The Girl in Melanie Klein (1969)
- Articles of Faith (1973)
- The Genoa Ferry (1976)
- César and Augusta (1978)

### Sztuki teatralne
- March Hares (1964)*
- Country Matters (1969)
- The Good Companions (1974) – libretto musicalu
- The Ordeal of Gilbert Pinfold (1977) – adaptacja powieści Evelyna Waugh
- A Family (1978)
- The Dresser (1980)
- After the Lions (1982)
- Tramway Road (1984)
- The Deliberate Death of a Polish Priest (1985)
- Interpreters (1985)
- J  J Farr (1987)
- Another Time (1989)
- Ivanov (1989) – przekład sztuki Antona Czechowa Iwanow
- Reflected Glory (1992)
- Poison Pen (1993)
- Taking Sides (2009)
- The Handyman (1996)
- Kwartet (1999)
- Goodbye Kiss/Guests (2000)
- Mahler's Conversion (2001)
- An English Tragedy (2008)
- Collaboration (2008)
- Herbatka u Stalina (Taking Tea with Stalin)

* Daty w nawiasach określają rok premiery scenicznej sztuki

### Scenariusze filmowe
- Private Potter (1962)
- A High Wind in Jamaica (1965)
- Diamonds for Breakfast (1968)
- Eyewitness (1970)
- One Day in the Life of Ivan Denisovich (1971)
- Operation Daybreak (1975)
- Garderobiany (The Dresser, 1983)
- Doktor i diabły (The Doctor and the Devils, 1985)
- The Browning Version (1994)
- Cry, the Beloved Country (1995)
- Taking Sides (2001)
- Pianista (The Pianist, (2002)
- Deklaracja (The Statement, 2003)
- Julia (Being Julia, 2004)
- Oliver Twist (2005)
- Miłość w czasach zarazy (Love in the Time of Cholera, 2007)
- Motyl i skafander (The Diving Bell and the Butterfly, 2007)
- Australia (2008)
- Kwartet (Quartet, 2012)